# Lindernia grandiflora
Lindernia grandiflora är en tvåhjärtbladig växtart som beskrevs av Thomas Nuttall. Lindernia grandiflora ingår i släktet Lindernia och familjen Linderniaceae. Inga underarter finns listade i Catalogue of Life.